# 布羅舍巴赫河

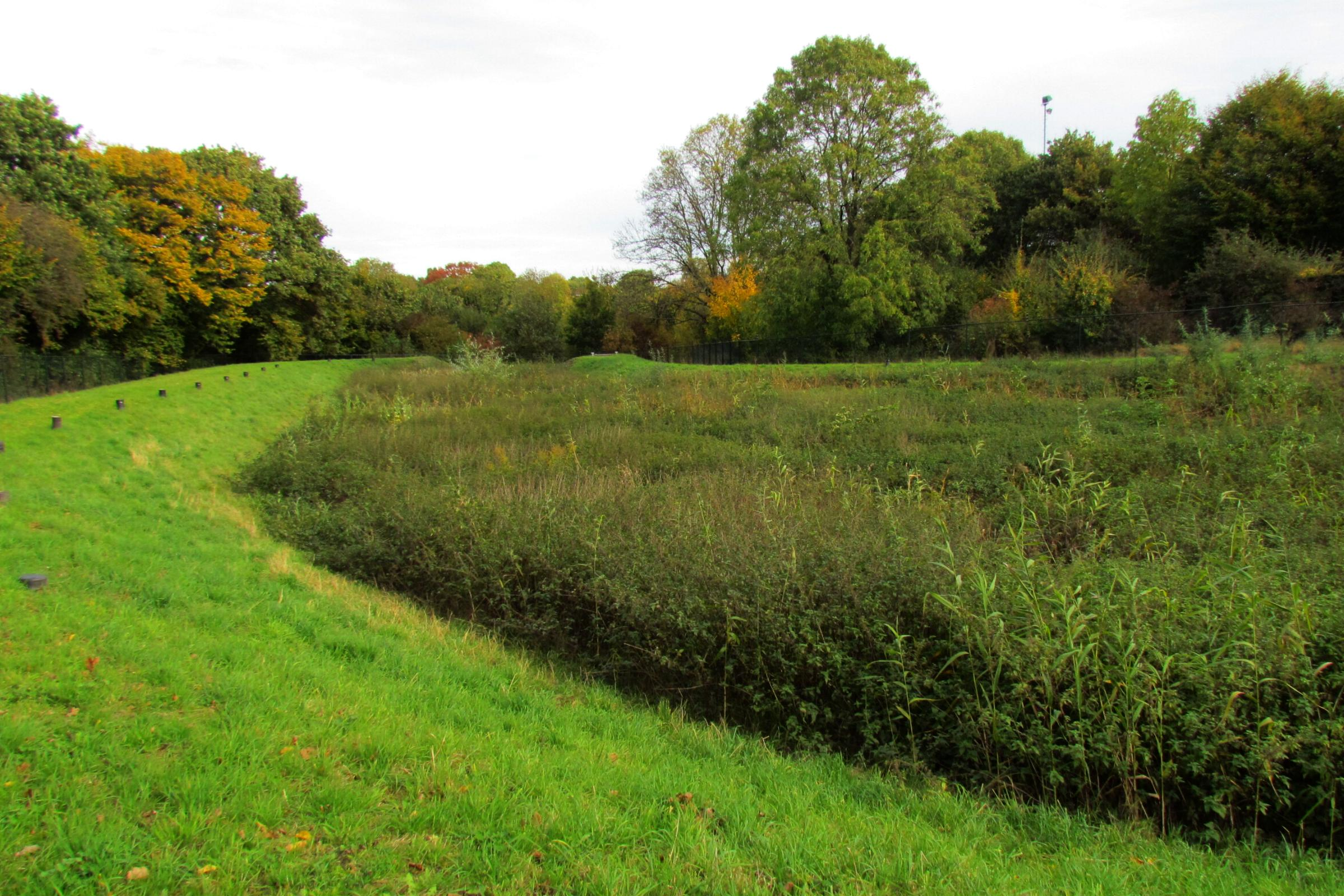

50°52′2.1″N 6°6′38.3″E / 50.867250°N 6.110639°E
布羅舍巴赫河（德語：Broicher Bach），是德國的河流，位於該國西部，流經北萊茵-威斯特法倫州，屬於武爾姆河的右支流，河道全長8.3公里，流域面積41.1平方公里。